# Seiwa Genji
De Seiwa Genji (清和源氏) was de succesvolste en machtigste tak van de Japanse Minamoto-clan. Veel van de bekendste krijgsheren van de Minamoto, waaronder Minamoto Yoshiie, ook wel bekend als "Hachimantaro", of God van de oorlog, en Minamoto no Yoritomo, de stichter van het Kamakura-shogunaat, stamden af van deze lijn. De familie is vernoemd naar keizer Seiwa, de grootvader van Minamoto no Tsunemoto, patriarch van de Seiwa Genji. 
Keizer Seiwa was de vader van prins Sadazumi (貞純親王, Sadazumi Shinno) (873-916) - vader van Minamoto no Tsunemoto (源経基) (894-961), de stichter van de Seiwa Genji, waar het Kamakura-shogunaat van afstamde. Ashikaga Takauji (1305-1358), de stichter van het Ashikaga-shogunaat, en Tokugawa Ieyasu (1543-1616), stichter van het Tokugawa-shogunaat, beweerden af te stammen van deze familie. Ook de Mori-clan beweerde afstamming van de Seiwa Genji. 
Een groep van Shinto heiligdommen die nauw verbonden waren met de clan staat bekend onder de naam Drie Genji heiligdommen (源氏三神社 Genji San Jinja).

## Stamboom van de Seiwa Genji
- Minamoto no Tsunemoto had een zoon Minamoto no Mitsunaka (912–997?), die op zijn beurt weer drie zonen had:
  - Yorimitsu (944–1021), zoon van Mitsunaka, en patriarch van de Settsu Genji
    - Yorikuni, zoon van Yorimitsu
      - Yoritsuna, zoon van Yorikuni
        - Nakamasa (?–1156), zoon van Yoritsuna
          - Yorimasa (1106–1180), zoon van Nakimasa
            - Nakatsuna (?–1180), zoon van Yorimasa
            - Kanetsuna (?–1180), zoon van Yorimasa

      - Sanekuni, zoon van Yorikuni
        - Yukizane, zoon van Sanekuni
          - Mitsuyuki (1163–1244), zoon van Yukizane, neef van of Yorimasa

  - Yorichika (954–?), zoon van Mitsunaka, en voorouder van de Yamato Genji
  - Yorinobu (968–1048), zoon van Mitsunaka, en voorouder van de Kawachi Genji
    - Yoriyoshi (998–1082?), zoon van Yorinobu
      - Yoshiie (1041–1108), zoon van Yoriyoshi, bijgenaamd "Hachimantaro" of "God van de oorlog"
        - Yoshichika (?–1117), zoon van Yoshiie
          - Tameyoshi (1096–1156), zoon van Yoshichika
            - Yoshitomo (1123–1160), zoon van Tameyoshi
              - Yoshihira (1140–1160), zoon van Yoshitomo
              - Yoritomo (1147–1199), zoon van Yoshitomo, en eerste shogun van het Kamakura-shogunaat
                - Yoriie (1182–1204), zoon van Yoritomo, en tweede shogun van het Kamakura-shogunaat
                - Sanetomo(*) (1192–1219), zoon van Yoritomo, en derde shogun van het Kamakura-shogunaat

              - Noriyori (1156–1193), zoon van Yoshitomo
              - Yoshitsune (1159–1189), zoon van Yoshitomo, en een van de bekendste samoerai

            - Tametomo (1139–1170), zoon van Tameyoshi
            - Yoshikata (?–1155), zoon van Tameyoshi
              - Yoshinaka (1154–1184), zoon van Yoshikata

            - Yukiie (?–1186), zoon van Tameyoshi

        - Yoshikuni (1082–1155), zoon van Yoshiie, en voorouder van de Ashikaga en de Nitta
          - Yoshiyasu (?–1157), zoon van Yoshikuni
          - Yoshishige (1135–1202), zoon van  Yoshikuni

      - Yoshitsuna (?–1134), zoon van Yoriyoshi
      - Yoshimitsu (1045–1127), zoon van Yoriyoshi, en voorouder van de Satake en Hiraga
        - Yoshikiyo, zoon van Yoshimitsu, en voorouder van de Takeda

(*)= In 1219 was de derde shogun Minamoto Sanetomo het laatste hoofd van de Minamoto-clan, toen zijn neefje Minamoto Kugyo, zoon van de tweede shogun Yoriie, hem doodde, en daarna zelf geëxecuteerd werd. 